# Produit de glycation avancée

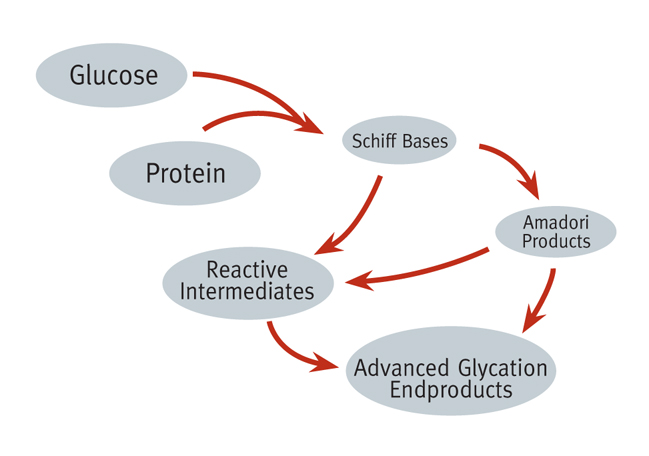
Mécanisme d'accumulation des AGE.

Les produits de glycation avancée (généralement abrégé en AGE, de l'anglais Advanced glycation end-product) sont des protéines ou des lipides issus d'une réaction de glycation après exposition à des sucres. Ils sont formés lors des réactions d'Amadori, une étape des réactions de Maillard. Ce sont des bio-marqueurs impliqués dans les mécanismes du développement et du vieillissement, des maladies dégénératives telles que le diabète, l'athérosclérose, l'insuffisance rénale chronique, certaines maladies cardiovasculaires, et la maladie d'Alzheimer.

## Sources alimentaires
Les produits d'origine animale qui sont riches en lipides et en protéines ont généralement une teneur relativement élevée en AGE, teneur qui peut encore augmenter lors du processus de cuisson. Néanmoins, seuls les AGE de faible poids moléculaire sont susceptibles d'être assimilés par l'alimentation, et les mesures effectuées sur des végétariens ont montré qu'en moyenne, leur concentration globale en AGE était supérieure à celle des non-végétariens. Il est de ce fait difficile de savoir si les AGE d'origine alimentaire peuvent contribuer à des maladies et aux processus de vieillissement, ou si seuls les AGE endogènes (produits par le corps humain) comptent. Si cela ne suffit pas à disculper le régime alimentaire de contribuer à influencer la concentration en AGE, ça implique potentiellement que les AGE alimentaires méritent moins d'attention que d'autres aspects du régime alimentaire qui contribuent à une glycémie élevée et à la formation d'AGE,.

## Effets
Les AGEs affectent pratiquement tous les types de cellules et de molécules dans le corps. Ils sont fortement suspectés d'intervenir dans le processus de vieillissement en général, et de contribuer à certaines maladies chroniques liées à l'âge en particulier,,. On les pense aussi partiellement responsables des complications vasculaires du diabète sucré. 
Les AGEs se forment sous certaines conditions pathologiques, telles que le stress oxydatif du à l'hyperglycémie chez les patients diabétiques. Les AGEs jouent également un rôle de médiateurs de la réponse inflammatoire dans le diabète gestationnel.
Dans le cadre des maladies cardiovasculaires, les AGEs peuvent induire une réticulation du collagène, ce qui peut causer une rigidification des vaisseaux sanguins et piéger des lipoprotéines de basse densité (LDL) dans les parois des artères. Les AGEs peuvent aussi causer la glycation de ces lipoprotéines, ce qui favorise leur oxydation. Les LDL oxydées sont l'une des causes majeures dans le développement de l'athérosclérose. Enfin, les AGEs peuvent se lier au récepteur RAGE et devenir une source de stress oxydatif, tout en activant des voies métaboliques de l'inflammation dans les cellules de l'endothélium,. 
Parce que les AGEs sont corrélés à une glycémie élevée, une diète hypocalorique peut réduire leur concentration dans le corps. 
Les AGEs sont impliqués dans la maladie d'Alzheimer, dans les maladies cardiovasculaires, et dans les accidents vasculaires cérébraux. Les AGEs endommageraient les tissus par réticulation des polymères biologiques (type collagène), qui causerait des dommages intracellulaires et la mort cellulaire. Ils forment des photosensibilisants dans le cristallin, pouvant jouer un rôle dans l'apparition de la cataracte. Une réduction de la fonction musculaire est également corrélée aux AGEs. 